# Sondages sur le référendum français du 29 mai 2005
 (décembre 2008).
Si vous disposez d'ouvrages ou d'articles de référence ou si vous connaissez des sites web de qualité traitant du thème abordé ici, merci de compléter l'article en donnant les références utiles à sa vérifiabilité et en les liant à la section « Notes et références ».
Cet article vise à répertorier les sondages réalisés en France dans les mois et semaines qui précèdent le référendum français du 29 mai 2005, visant à ratifier le Traité établissant une Constitution pour l'Europe.
Selon les dires même des entreprises de sondages, ceux-ci « ne constituent pas un élément de prévision » du résultat final de la consultation, et se contentent de donner une « indication significative de l'état du rapport de forces actuel entre le oui et le non à l’échelle nationale », comme l'expriment par exemple les fiches techniques de l'entreprise de sondages française Ipsos.
Ces sondages sont classés par entreprise de sondages.

## Évolution des intentions de vote
|                                                                     |
| Évolution des intentions de vote entre septembre 2004 et avril 2005 |
| - Oui - Non                                                         |

### Liste détaillée
| Sondeur      | Date de l'enquête         | OUI   | NON   | NSP | Taille de l'échantillon |
| ------------ | ------------------------- | ----- | ----- | --- | ----------------------- |
| CSA          | 1er et 2 septembre 2004   | 69    | 31    | 60  | 885 pers.               |
| CSA          | 14 et 15 septembre 2004   | 67    | 33    | 59  | 834 pers.               |
| BVA          | 4 au 6 octobre 2004       | 62    | 38    | 27  | 1 020 pers.             |
| Louis Harris | 8 et 9 octobre 2004       | 69    | 31    | 17  | 893 pers.               |
| TNS Sofres   | 27 et 28 octobre 2004     | 66    | 34    | 36  | 1 000 pers.             |
| TNS Sofres   | 8 et 9 novembre 2004      | 66    | 34    | 36  | 1 000 pers.             |
| CSA          | 24 et 25 novembre 2004    | 63    | 37    | 60  | 813 pers.               |
| CSA          | 2 et 2 décembre 2004      | 69    | 31    | 57  | 874 pers.               |
| BVA          | décembre 2004             | 64    | 36    | 35  | 826 pers.               |
| CSA          | 5 et 6 janvier 2005       | 65    | 35    | 61  | 836 pers.               |
| BVA          | 10 au 12 janvier 2005     | 63    | 37    | 38  | 917 pers.               |
| CSA          | 2 et 3 février 2005       | 60    | 40    | 54  | 798 pers.               |
| Louis Harris | 4 et 5 février 2005       | 61    | 39    | NC  | NC                      |
| BVA          | 7 au 9 février 2005       | 58    | 42    | 34  | 1 082 pers.             |
| CSA          | 23 et 24 février 2005     | 63    | 37    | 59  | 815 pers.               |
| TNS Sofres   | 23 et 24 février 2005     | 66    | 34    | 36  | 1 000 pers.             |
| Louis Harris | 25 et 26 février 2005     | 60    | 40    | 9   | 1 006 pers.             |
| Ipsos        | 4 et 5 mars 2005          | 60    | 40    | 34  | 853 pers.               |
| BVA          | 7 au 9 mars 2005          | 56    | 44    | 36  | 976 pers.               |
| TNS Sofres   | 9 et 10 mars 2005         | 56    | 44    | 37  | 1 000 pers.             |
| CSA          | 16 et 17 mars 2005        | 49    | 51    | 53  | 802 pers.               |
| Ipsos        | 18 et 19 mars 2005        | 48    | 52    | 24  | 860 pers.               |
| CSA          | 23 mars 2005              | 45    | 55    | 50  | 856 pers.               |
| IFOP         | 24 mars 2005              | 47    | 53    | 18  | 817 pers.               |
| Ipsos        | 25 et 26 mars 2005        | 46    | 54    | 31  | 944 pers.               |
| IFOP         | 31 mars et 1er avril 2005 | 45    | 55    | NC  | 868 pers.               |
| Ipsos        | 1er et 2 avril 2005       | 48    | 52    | 27  | 947 pers.               |
| Louis Harris | 1er et 2 avril 2005       | 46    | 54    | 34  | 1 004 pers.             |
| Ipsos        | 8 et 9 avril 2005         | 47    | 53    | 21  | 953 pers.               |
| Ipsos        | 15 et 16 avril 2005       | 45    | 55    | 20  | 946 pers.               |
| Ipsos        | 22 et 23 avril 2005       | 48    | 52    | 26  | 954 pers.               |
| Ipsos        | 29 et 30 avril 2005       | 53    | 47    | 20  | 960 pers.               |
| Ipsos        | 6 et 7 mai 2005           | 50    | 50    | 20  | 936 pers.               |
| Ipsos        | 13 et 14 mai 2005         | 49    | 51    | 22  | 972 pers.               |
| Ipsos        | 20 et 21 mai 2005         | 47    | 53    | 20  | 950 pers.               |
| Ipsos        | 24 et 25 mai 2005         | 45    | 55    | 23  | 804 pers.               |
| Résultats    | 29 mai 2005               | 45,33 | 54,67 | —   | —                       |

## Résultats détaillés

### Par proximité partisane
| Sondeur | Date de l'enquête       | Échantillon | Gauche parlementaire | Gauche parlementaire | PS  | PS  | Droite parlementaire | Droite parlementaire | UMP | UMP | FN et MNR | FN et MNR |
| ------- | ----------------------- | ----------- | -------------------- | -------------------- | --- | --- | -------------------- | -------------------- | --- | --- | --------- | --------- |
| Sondeur | Date de l'enquête       | Échantillon |                      |                      |     |     |                      |                      |     |     |           |           |
| Sondeur | Date de l'enquête       | Échantillon | OUI                  | NON                  | OUI | NON | OUI                  | NON                  | OUI | NON | OUI       | NON       |
| Ipsos   | 20 et 21 mai 2005       | 950         | 40                   | 60                   | 46  | 54  | 73                   | 27                   | 73  | 27  | 8         | 92        |
| Ipsos   | 13 et 14 mai 2005       | 972         | 41                   | 59                   | 50  | 50  | 72                   | 28                   | 72  | 28  | 14        | 86        |
| Ipsos   | 6 et 7 mai 2005         | 936         | 43                   | 57                   | 52  | 48  | 76                   | 24                   | 77  | 23  | 18        | 82        |
| Ipsos   | 29 et 30 avril 2005     | 960         | 46                   | 54                   | 56  | 44  | 79                   | 21                   | 80  | 20  | 19        | 81        |
| Ipsos   | 22 et 23 avril 2005     | 954         | 40                   | 60                   | 45  | 55  | 79                   | 21                   | 77  | 23  | 18        | 82        |
| Ipsos   | 23 et 24 septembre 2004 | 932         | NC                   | NC                   | 66  | 34  | NC                   | NC                   | 76  | 24  | 43        | 57        |

### Par institut de sondage

#### TNS Sofres
- le sondage d'octobre-novembre 2004, réalisé par le groupe TNS Sofres pour le Nouvel Observateur
- le sondage du 3 mars 2005 a été réalisé par le groupe TNS Sofres pour le Parti socialiste
- le sondage des 9 et 10 mars 2005 a été réalisé par l'entreprise de sondages Unilog (groupe TNS Sofres) pour LCI, RTL et Le Monde

| Date de l'enquête                          | Intentions de vote | Intentions de vote | Intentions de vote                    | Sûreté du choix  | Sûreté du choix     | Sûreté du choix | Pronostic des sondés | Pronostic des sondés | Pronostic des sondés | Taille de l'échantillon |
| Date de l'enquête                          | OUI                | NON                | N'ont pas exprimé d'intention de vote | Sûr de son choix | Peut changer d'avis | Sans opinion    | Victoire du « oui »  | Victoire du « non »  | Sans opinion         | Taille de l'échantillon |
| 27 et 28 octobre 2004 8 et 9 novembre 2004 | 66 %               | 34 %               | 36 %                                  | ––               | ––                  | ––              | ––                   | ––                   | ––                   | 2 000 personnes         |
| 3 mars 2005                                | 68 %               | 32 %               | 38 %                                  | 65 %             | 32 %                | 3 %             | ––                   | ––                   | ––                   | non connue              |
| 9 et 10 mars 2005                          | 56 %               | 44 %               | 37 %                                  | 64 %             | 34 %                | 2 %             | 68 %                 | 13 %                 | 19 %                 | 1 000 personnes         |

#### Ipsos
Sondages réalisés par l'entreprise de sondages Ipsos pour le Figaro et Europe 1
| Date de l'enquête   | Personnes certaines d'aller voter | Personnes certaines d'aller voter | Personnes certaines d'aller voter     | Sûreté du choix  | Sûreté du choix     | Abstention potentielle (« incertains d'aller voter ») | Pronostic des sondés | Pronostic des sondés | Pronostic des sondés | Taille de l'échantillon |
| Date de l'enquête   | OUI                               | NON                               | N'ont pas exprimé d'intention de vote | Sûr de son choix | Peut changer d'avis | Abstention potentielle (« incertains d'aller voter ») | Victoire du « oui »  | Victoire du « non »  | Sans opinion         | Taille de l'échantillon |
| 4 et 5 mars 2005    | 60 %                              | 40 %                              | 34 %                                  | ––               | ––                  | 41 %                                                  | ––                   | ––                   | ––                   | 853 pers.               |
| 18 et 19 mars 2005  | 48 %                              | 52 %                              | 24 %                                  | ––               | ––                  | non connu                                             | ––                   | ––                   | ––                   | 860 pers.               |
| 25 et 26 mars 2005  | 46 %                              | 54 %                              | 31 %                                  | 71 %             | 29 %                | 52 %                                                  | ––                   | ––                   | ––                   | 944 pers.               |
| 1er et 2 avril 2005 | 48 %                              | 52 %                              | 27 %                                  | 74 %             | 26 %                | 50 %                                                  | 35 %                 | 39 %                 | 26 %                 | 947 pers.               |

#### CSA
Sondages réalisés par l'entreprise de sondages CSA pour le compte de :
- (1er et 2 septembre 2004) (avec le concours de SFR) : l'hebdomadaire Marianne
- (14 et 15 septembre 2004) : l'émission « France Europe Express » de France 3, et France Info
- (24 et 25 novembre 2004) : le quotidien Le Parisien-Aujourd'hui en France
- (2 décembre 2004) : le quotidien Le Figaro
- (5 et 6 janvier 2005) : l'émission « France Europe Express » de France 3, et France Info
- (2 et 3 février 2005) : l'émission « France Europe Express » de France 3, et France Info
- (23 et 24 février 2005) : l'émission « France Europe Express » de France 3, et France Info
- (16 et 17 mars 2005) : le quotidien Le Parisien-Aujourd'hui en France
- (23 mars) : l'hebdomadaire Marianne

| Date de l'enquête       | Intentions de vote | Intentions de vote | Intentions de vote              | Souhait intime des sondés | Souhait intime des sondés | Souhait intime des sondés | Taille de l'échantillon |
| Date de l'enquête       | OUI                | NON                | Abstention ou vote blanc ou nul | Victoire du « oui »       | Victoire du « non »       | Cela n'a pas d'importance | Taille de l'échantillon |
| 1er et 2 septembre 2004 | 69 %               | 31 %               | 60 %                            | ---                       | ---                       | ---                       | 885 personnes           |
| 14 et 15 septembre 2004 | 67 %               | 33 %               | 59 %                            | ---                       | ---                       | ---                       | 834 personnes           |
| 24 et 25 novembre 2004  | 63 %               | 37 %               | 60 %                            | ---                       | ---                       | ---                       | 813 personnes           |
| 2 et 2 décembre 2004    | 69 %               | 31 %               | 57 %                            | ---                       | ---                       | ---                       | 874 personnes           |
| 5 et 6 janvier 2005     | 65 %               | 35 %               | 61 %                            | ---                       | ---                       | ---                       | 836 personnes           |
| 2 et 3 février 2005     | 60 %               | 40 %               | 54 %                            | ---                       | ---                       | ---                       | 798 personnes           |
| 23 et 24 février 2005   | 63 %               | 37 %               | 59 %                            | ---                       | ---                       | ---                       | 815 personnes           |
| 16 et 17 mars 2005      | 49 %               | 51 %               | 53 %                            | ---                       | ---                       | ---                       | 802 personnes           |
| 23 mars 2005            | 45 %               | 55 %               | 50 %                            | 37 %                      | 30 %                      | 33 %                      | 856 personnes           |

#### BVA
Sondages réalisés par l'entreprise de sondages BVA pour le compte de L'Express
| Date de l'enquête        | OUI  | NON  | N'ont pas exprimé d'intention de vote | Taille de l'échantillon |
| du 4 au 6 octobre 2004   | 62 % | 38 % | 27 %                                  | 1 020 personnes         |
| décembre 2004            | 64 % | 36 % | 35 %                                  | 826 personnes           |
| du 10 au 12 janvier 2005 | 63 % | 37 % | 38 %                                  | 917 personnes           |
| du 7 au 9 février 2005   | 58 % | 42 % | 34 %                                  | 1 082 personnes         |
| du 7 au 9 mars 2005      | 56 % | 44 % | 36 %                                  | 976 personnes           |

#### Louis Harris
Sondages réalisés par l'entreprise de sondages Louis Harris pour le compte :
- octobre 2004 : AOL, i>télé et Libération
- février et avril 2005 : Yahoo!, i>télé et Libération

| Date de l'enquête     | OUI  | NON  | Personnes certaines d'aller voter n'ayant pas exprimé d'intention de vote | Sûreté du choix  | Sûreté du choix     | Sûreté du choix    | Taille de l'échantillon |
| Date de l'enquête     | OUI  | NON  | Personnes certaines d'aller voter n'ayant pas exprimé d'intention de vote | Sûr de son choix | Peut changer d'avis | Ne se prononce pas | Taille de l'échantillon |
| 8 et 9 octobre 2004   | 69 % | 31 % | 17 %                                                                      | ––               | ––                  | ––                 | 893 personnes           |
| 4 et 5 février 2005   | 61 % | 39 % | n. c.                                                                     | 60 %             | 32 %                | 8 %                | n. c.                   |
| 25 et 26 février 2005 | 60 % | 40 % | 9 %                                                                       | 56 %             | 35 %                | 10 %               | 1 006 personnes         |
| 1er et 2 avril 2005   | 46 % | 54 % | 34 %                                                                      | 55 %             | 35 %                | 10 %               | 1 004 personnes         |

#### IFOP
- 1°) Sondages réalisés par l'entreprise de sondages IFOP pour le compte du Journal du dimanche

Les résultats des premiers sondages (jusqu'à l'enquête des 3 et 4 mars), tels que rapportés par les sources consultées, présentent une particularité par rapport à ceux publiés par la même entreprise de sondages et d'autres entreprises : la totalisation des rubriques y est globale.
| Date de l'enquête   | OUI           | NON           | Choix incertain | Abstention possible | Taille de l'échantillon |
| 7 et 8 octobre 2004 | 18 % = ± 55 % | 15 % = ± 45 % | 58 %            | 9 %                 | 774 personnes           |
| 3 et 4 février 2005 | 25 % = ± 56 % | 20 % = ± 44 % | 46 %            | 9 %                 | 879 personnes           |
| 3 et 4 mars 2005    | 23 % = ± 52 % | 21 % = ± 48 % | 42 %            | 14 %                | 882 personnes           |

- 2°) Sondages réalisés par l'entreprise de sondages IFOP pour le compte du Journal du dimanche

Présentation des résultats différente de celle des enquêtes précédentes
Date de publication dans le Journal du dimanche :
- enquête des 31 mars et 1er avril : dimanche 3 avril

| Date de l'enquête         | Intentions de vote | Intentions de vote | Sûreté du choix  | Sûreté du choix     | Taille de l'échantillon |
| Date de l'enquête         | OUI                | NON                | Sûr de son choix | Peut changer d'avis | Taille de l'échantillon |
| 31 mars et 1er avril 2005 | 45 %               | 55 %               | 63 %             | 37 %                | 868 personnes           |

- 3°) Sondages réalisés par l'entreprise de sondages IFOP pour le compte de l'hebdomadaire Paris Match

Publication :
Enquête du 24 mars : dans le numéro de Paris-Match daté du jeudi 31 mars 2005
| Date de l'enquête | Intentions de vote | Intentions de vote | Intentions de vote | Abstention possible | Sûreté du choix  | Sûreté du choix     | Sûreté du choix    | Pronostic des sondés | Pronostic des sondés | Pronostic des sondés | Taille de l'échantillon |
| Date de l'enquête | OUI                | NON                | Ne se prononce pas | Abstention possible | Sûr de son choix | Peut changer d'avis | Ne se prononce pas | Victoire du « oui »  | Victoire du « non »  | Sans opinion         | Taille de l'échantillon |
| 24 mars 2005      | 47 %               | 53 %               | 18 %               | Non connu           | 54 %             | 43 %                | 3 %                | 49 %                 | 38 %                 | 13 %                 | 817 personnes           |